# Tony Oursler
Pour les articles homonymes, voir Oursler (homonymie).
Tony Oursler, né le 19 mai 1957 à New York (où il vit et travaille) est un artiste américain.
Il suit les cours du California Institute of Arts où il travaille principalement la vidéo et l’installation.